# Good Night White Pride
Good Night White Pride (en alemany: Gute Nacht weißer Stolz; en català literalment: «Bona nit orgull blanc») és un moviment social que va sorgir com a resposta de l'escena musical hardcore alemanya als neonazis que intentaven introduir-s'hi i subvertir-ne la filosofia. Neix amb l'objectiu de «no donar ni un pam d'espai» al feixisme i al racisme, enfrontant-s'hi de manera agressiva tant als concerts com «al carrer».

## Història
El nom del moviment fa referència al lema supremacista blanc i antisemita White Pride que expressa un sentiment de superioritat dels blancs sobre altres «races» i classes socials. El logotip representa la silueta d'un militant antifeixista donant una puntada al cap a un bonehead mentre cau a terra. La foto real que va servir de plantilla per al logotip es va fer al jove afroamericà Harlon Jones el 8 de maig de 1998 durant una marxa del Ku Klux Klan a Ann Arbor.
La campanya Good Night White Pride es va fundar a l'escena hardcore punk alemanya a finals de la dècada del 1990, quan els grupuscles d'extrema dreta estaven en auge. Ràpidament es va estendre per l'escena punk i també va ser acollida a nivell internacional. En l'actualitat, el logotip està present en samarretes, fulletons, adhesius, pedaços i xapes. Nombrosos grups de hardcore punk, segells discogràfics i fanzins donen suport a la campanya. Tanmateix, alguns membres de l'escena critiquen que sovint es tracta sols una fanfarroneria.

### Let’s Fight White Pride
A fi de tornar a cridar l'atenció sobre la situació als carrers, l'any 2007 es va idear un segon logotip amb el lema Let’s Fight White Pride («Plantem cara a l'orgull blanc») amb el propòsit de donar un nou impuls a la campanya.

### Tergiversació
Més endavant, com a resposta a aquest contramoviment van aparèixer els lemes Good Night Left Side i Good Night Commie Scum en l'escena neonazi.